# هانس فرودنثال
هانس فرودنثال (بالألمانية: Hans Freudenthal )‏ (و. 1905 – 1990 م) هو رياضياتي، ومؤرخ الرياضيات، وطوبولوجي، وأستاذ جامعي، وتدريس الرياضيات ‏ من مملكة هولندا، وألمانيا، ولد في لوكنفالده، كان عضوًا في الأكاديمية الملكية الهولندية للفنون والعلوم، توفي في أوترخت، عن عمر يناهز 85 عاماً.

## التعليم
تعلم في جامعة هومبولت في برلين.

## جوائز
حصل على جوائز منها:
- جائزة الريشة الذهبية [الإنجليزية]‏ (1984).